# Fanny Moran-Olden

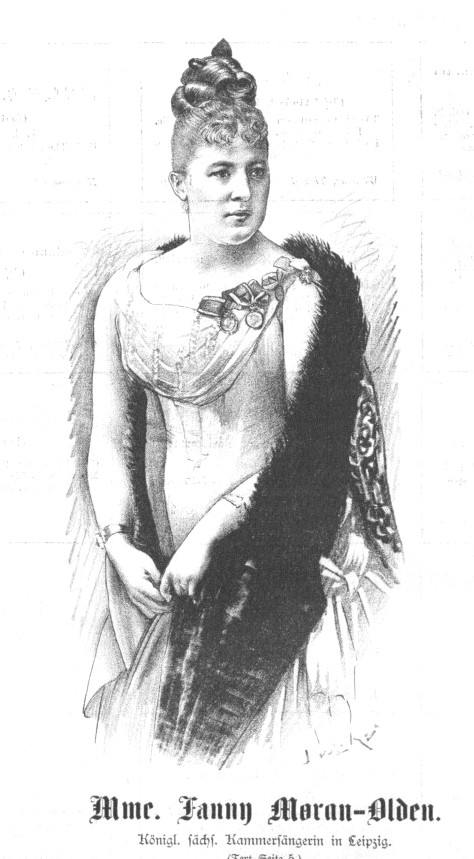
Fanny Moran-Olden (1890)

Fanny Moran-Olden, född Tappehorn 28 september 1855, död 12 februari 1905, var en tysk sångerska (sopran). Hon var från 1879 gift med tenorsångaren Karl Moran, från 1897 med barytonsångaren Theodor Bertram.
Fanny Moran-Olden debuterade 1877 under pseudonymen Fanny Olden vid en Gewandhauskonsert i Leipzig och samma år som Norma i Dresden. Åren 1884–1891 tillhörde hon stadsteatern i Leipzig och 1891–1895 hovteatern i München.